# Lorenzo Quartucci
Lorenzo Quartucci (Sansepolcro, 5 aprile 1999) è un ciclista su strada italiano che corre per il team Solution Tech Vini Fantini; è professionista dal 2023.

## Palmarès
- 2016 (Juniores)[1]

Memorial Diego Schiaroli
- 2017 (Juniores)[2]

Trofeo Bar Scacco
- 2020 (Zalf-Euromobil-Désirée-Fior, una vittoria)[3]

Trofeo Mazzetti d'Altavilla
- 2022 (Hopplà-Petroli Firenze-Don Camillo, tre vittorie)

Trofeo Matteotti - Marcialla
Trofeo Città di Malmantile
Giro delle Valli Aretine
- 2025 (Solution Tech Vini Fantini, una vittoria)

4ª tappa Tour of Thailand (Wang Nam Yen > Pang Sida National Park)

## Piazzamenti

### Classiche monumento
- Milano-Sanremo

2024: 95º